# جان اینس (بازیگر)
جان اینس (انگلیسی: John Ince؛ ۲۹ اوت ۱۸۷۸ – ۱۰ آوریل ۱۹۴۷) کارگردان فیلم، بازیگر تئاتر و بازیگر سینما اهل ایالات متحده آمریکا بود.
از فیلم‌ها یا برنامه‌های تلویزیونی که وی در آن نقش داشته‌است، می‌توان به ویلسون، مهمان سیزدهم، موبی‌دیک، و روزهای بهشتی اشاره کرد.